# Mitosoma
Un mitosoma è un organello presente in alcuni organismi eucarioti unicellulari. Solo recentemente è stato scoperto e rinominato, e la sua funzione non è stata ancora ben caratterizzata. Venne denominato "crypton" da un gruppo di ricerca, termine attualmente non più in uso.
Il mitosoma è stato scoperto solo negli organismi anaerobi o microaerofili che non posseggono mitocondri. Questi organismi non posseggono la capacità di ottenere energia a partire dalla fosforilazione ossidativa, cosa normalmente permessa dai mitocondri. 
Il mitosoma venne per la prima volta descritto in un parassita intestinale dell'uomo: Entamoeba histolytica. Sono stati inoltre identificati in diverse specie di Microsporidia e in Giardia intestinalis.
I mitosomi sono quasi certamente derivati dai mitocondri. Come questi, posseggono una doppia membrana e la maggior parte delle proteine destinate ad esso sono trasportate mediante una targeting sequence di natura aminoacidica. La sequenza target è simile a quella utilizzata per i mitocondri ed inoltre le pre-sequenze di mitocondri reali trasportano proteine ai mitosomi. Un numero di proteine associate ai mitosomi è intimamente correlata a quelle dei mitocondri o degli idrogenosomi (che sono considerati dei mitocondri degenerati).
Le prove di questo decennio indicano che i mitosomi possano giocare un ruolo nell'assemblaggio dei centri Fe-S, dal momento che non mostrano nessuna delle proteine coinvolte in altre funzioni mitocondriali principali (es. respirazione aerobica, biosintesi dell'eme) e posseggono proteine necessarie per la biosintesi dei centri Fe-S (come la frataxina, cisteina desulfurasi, Isu1 e lo chaperone mitocondriale Hsp70).
A differenza dei mitocondri, i mitosomi sembrano non possedere geni, inoltre I geni delle componenti mitosomali sono presenti nel genoma nucleare  . Inizialmente una ricerca ha indicato la presenza di DNA in questo organello, anche se ricerche ancora più recenti hanno smentito la scoperta precedente.